# گیتی گلد
گیتی گُلد یک مدل کیهان‌شناسی از گیتی است که از سوی توماس گلد در دههٔ ۱۹۶۰ پیشنهاد شد. در این مدل، جهان با یک مه‌بانگ آغاز می‌شود و برای مدتی گسترش می‌یابد در حالی که در آن آنتروپی در حال افزایش است و پیکان زمان ترمودینامیکی در جهت گسترش است. پس از آنکه آنتروپی به مقدار مشخصی رسید این بار جهان منقبض می‌شود و آنتروپی کاهش می‌یابد درحالی که پیکان زمان ترمودینامیکی در جهت مخالف است تا جایی که گیتی به وضعیتی در آنتروپی پایین با مه‌رمبی در چگالی بالا می‌رسد. دو مدل تأیید کنندهٔ چنین پدیده ای است. در مدل نخست جهان با آنتروپی کم در مه‌بانگ آغاز می‌شود و پیوسته آنتروپی آن افزایش می‌یابد تا اینکه مه‌رمب روی می‌دهد. مدل دوم، مدل گلد است که می‌گوید جهان در جهت افزایش آنتروپی است تا اینکه انقباض روی می‌دهد پس از آن کم‌کم آنتروپی کاهش می‌یابد در این مدل فرض می‌شود جهان پس از لحظهٔ انقباض به سمت منظم شدن پیش می‌رود.